# Мария Колева (килимарка)
Вижте пояснителната страница за други личности с името Мария Колева.
Мария или Мара Колева е видна майсторка-тъкачка на пиротски килими и музейна деятелка.

## Биография
Родена е през 1860 г. в гр. Пирот в историко-географската област Поморавие. Градът е утвърден център на производство на килими, поддържано изключително от женска работна сила. Решението на конгреса в Берлин от 1878 г. районът да бъде отстъпен на сръбската държава предизвиква емиграцията на местни жители към току-що възстановеното Княжество България. Изселниците пренасят и своите занаяти от родните си места. Така само в съседното гранично българско градче Цариброд, където е основано килимарско дружество „Белий Пирот“, към 1883 г. тъкат близо 20 стана, произвеждащи традиционни пиротски килими.
В една от работилниците твори вече изявената майсторка-килимарка Мария Колева от Пирот. По-широка известност тя придобива с участието си на изложението в Пловдив от 1892 г. Като царибродска жителка по това време пиротчанката представя Трънски окръг и показва свои различни изделия. Най-силно впечатление правят изработени нарочно за събитието четири килима, единият от които е с герба на България в средата. Журито присъжда на Колева златен медал за цялостното ѝ представяне на изложението, а пресата споменава Цариброд сред центровете на българското килимарство.
През 1906 г. майсторката-килимарка е привлечена като сътрудничка на Министерството на търговията, и под негово ръководство тя организира цялата дейност по производството на килими в Цариброд. Колева оказва важна подкрепа за уреждането на представителен институт на художествените занаяти. Така и с нейна помощ врати за посетители отваря Търговският и индустриален музей. Преселва се за постоянно в София през 1906 г. Там продължава да се занимава с производство на килими и да участва в международни изложения. Дъщеря ѝ Илийка също се отдава на дългогодишна тъкачна дейност. Мария Колева почива в София през 1916 г.
Друга известна в България пиротска майсторка-килимарка от по-ранно поколение е Цана Цупонина, изработила два килима (1843 г. и 1865 г.), съхранявани в Рилски манастир. Самоковската кожухарка Еленка Бързанова усвоява килимарско майсторство при учител от Пирот в родния си град. Известната майсторка-килимарка Дука(тина) Стоянова споделя съдбата на Колева – родом пиротчанка, преселила се последователно в Цариброд и София, и също отличавана на изложения за тъкачни изделия.